# Roman Kaminski
Roman Kaminski (* 1951 in Radebeul) ist ein deutscher Schauspieler.

## Leben
Roman Kaminski erlernte den Beruf des Schriftsetzers, bevor er an der Staatlichen Schauspielschule Berlin sein Schauspielstudium aufnahm. Noch während des Studiums erhielt er 1974 seine erste Rolle auf der Bühne des Deutschen Theaters in Berlin. Hier war er auch nach dem abgeschlossenen Studium von 1975 bis zu seiner Ausreise in die Bundesrepublik Deutschland 1989 fest angestellt. Nach seiner Mitgliedschaft im Ensemble des Burgtheaters Wien von 1990 bis 1999 ging er ans Berliner Ensemble, dem er bis 2017 angehörte. Neben seinen Theateraufgaben war und ist er in vielen Spiel- und Fernsehfilmen sowie bei Hörspielproduktionen und Synchronarbeiten beschäftigt.

## Filmografie
- 1976: Leben und Tod König Richard III. (Theateraufzeichnung)
- 1979: P.S.
- 1979: Tull (Fernsehfilm)
- 1981: Darf ich Petruschka zu dir sagen?
- 1981: Lerchenlieder (Sprecher)
- 1982: Das Fahrrad
- 1982: Der Mann von der Cap Arcona (Fernsehfilm)
- 1983: Die traurige Geschichte von Friedrich dem Großen (Theateraufzeichnung)
- 1983: Automärchen
- 1985: Die Rundköpfe und die Spitzköpfe (Theateraufzeichnung)
- 1987: Der Hut des Brigadiers
- 1987: Die erste Reihe (Fernsehfilm)
- 1988: Der Staatsanwalt hat das Wort (Folge 24x04)
- 1988: Schlaft nicht daheim (Fernsehfilm, Sprecher)
- 1989: Verflixtes Mißgeschick!
- 2002: Wolffs Revier (Fernsehserie, Folge 10x09)
- 2004: Was nützt die Liebe in Gedanken
- 2005: NVA
- 2005: Die Leibwächterin
- 2006: Knallhart
- 2012: Schmidt & Schwarz
- 2014: Mord mit Aussicht (Fernsehserie, Folge 3x09)

## Theater
- 1974: William Shakespeare: Der Sturm (Ferdinand) – Regie: Friedo Solter (Deutsches Theater Berlin)
- 1976: Alonso Alegría: Die Überquerung des Niagara (Carlo) – Regie: Horst Hiemer (Deutsches Theater Berlin – Kammerspiele)
- 1976: Arnold Wesker: Tag für Tag (Beaties Bruder) – Regie: Horst Schönemann (Deutsches Theater Berlin – Kammerspiele)
- 1977: Heiner Müller: Philoktet (Neoptolemos) – Regie: Alexander Lang/Christian Grashof/Roman Kaminski (Deutsches Theater Berlin)
- 1978: Andreas Gryphius: Horribilicribrifax (Harpax) – Regie: Alexander Lang (Deutsches Theater Berlin – Kammerspiele)
- 1978: Shelagh Delaney: Bitterer Honig (Neger-Matrose) – Regie: Wolfgang Engel/Klaus Piontek (Deutsches Theater Berlin – Kammerspiele)
- 1978: Dario Fo: Zufälliger Tod eines Anarchisten – Regie: Dieter Mann (Deutsches Theater Berlin – Kammerspiele)
- 1979: Peter Hacks: Prexaspes (Magier Smerdes) – Regie: Cox Habbema/Eberhard Esche (Deutsches Theater Berlin)
- 1980: William Shakespeare: Ein Sommernachtstraum (Lysander) – Regie: Alexander Lang (Deutsches Theater Berlin)
- 1980: Sophokles: Elektra (Orestes) – Regie: Friedo Solter  (Deutsches Theater Berlin im Plenarsaal der Akademie der Künste der DDR)
- 1981: Georg Büchner: Dantons Tod (Desmoulins) – Regie: Alexander Lang (Deutsches Theater Berlin)
- 1981: Friedrich Schiller: Maria Stuart (Mortimer) – Regie: Thomas Langhoff (Deutsches Theater Berlin)
- 1982: Heinrich Mann/Alexander Lang: Die traurige Geschichte von Friedrich dem Großen (Katte) – Regie: Alexander Lang (Deutsches Theater Berlin im Plenarsaal der Akademie der Künste der DDR)
- 1983 Christoph Hein: Die wahre Geschichte des Ah Q (Tempelwächter) – Regie: Alexander Lang (Deutsches Theater Berlin, Kammerspiele)
- 1984: Friedrich Schiller: Wallenstein (Macdonaldt) – Regie: Friedo Solter (Deutsches Theater Berlin)
- 1984: Johann Wolfgang von Goethe: Iphigenie auf Tauris (Thoas) – Regie: Alexander Lang (Deutsches Theater Berlin)
- 1984: Christian Dietrich Grabbe: Herzog Theodor von Gothland – Regie: Alexander Lang (Deutsches Theater Berlin)
- 1985:William Shakespeare: Der Kaufmann von Venedig (Bassanio) – Regie: Thomas Langhoff (Deutsches Theater Berlin)
- 1986: Johann Wolfgang von Goethe: Stella (Fernando) – Regie: Alexander Lang (Deutsches Theater Berlin)
- 1986: Seán O’Casey: Kikeriki (Sergeant) – Regie: Rolf Winkelgrund (Deutsches Theater Berlin)
- 1988: Heiner Müller: Der Lohndrücker (Karras) – Regie: Heiner Müller (Deutsches Theater Berlin)
- 1988: Michail Bulgakow: Paris, Paris (Alexander) – Regie: Frank Castorf (Deutsches Theater Berlin)
- 1991: Bertolt Brecht: Baal – Regie: Manfred Karge (Akademietheater Wien)
- 1991: Johann Wolfgang von Goethe: Clavigo (Buenco) – Regie: Claus Peymann (Burgtheater Wien)
- 1994: Peter Turrini: Die Schlacht um Wien – Regie: Claus Peymann (Burgtheater Wien)
- 1995: Sławomir Mrożek: Tango – Regie: Konstanze Lauterbach (Burgtheater Wien)
- 2000: William Shakespeare: Hamlet –  Regie: Achim Freyer (Berliner Ensemble)
- 2000: Franz Xaver Kroetz: Die Eingeborene – Regie: Achim Freyer (Berliner Ensemble)
- 2003: Bertolt Brecht: Die heilige Johanna der Schlachthöfe – Regie: Claus Peymann (Berliner Ensemble)
- 2005: Bertolt Brecht: Mutter Courage und ihre Kinder –  Regie: Claus Peymann (Berliner Ensemble)
- 2008: Henri Meilhac/Ludovic Halévy: La Périchole (Baloun) – Regie: Thomas Schulte-Michels (Berliner Ensemble)
- 2008: Ödön von Horváth: Geschichten aus dem Wiener Wald – Regie: Enrico Lübbe (Berliner Ensemble)
- 2010: Thomas Bernhard: Immanuel Kant (Komödie)|Immanuel Kant – Regie: Philip Tiedemann (Berliner Ensemble)
- 2010: Sophokles: Ödipus auf Kolonos – Regie: Peter Stein (Berliner Ensemble)
- 2011: Louis-Benoît Picard: Der Parasit (Firmin) – Regie: Philip Tiedemann (Berliner Ensemble)
- 2012: Maxim Gorki: Wassa Schelesnowa  – Regie: Manfred Karge (Berliner Ensemble)
- 2013: William Shakespeare: Hamlet (Claudius) – Regie: Leander Haußmann (Berliner Ensemble)
- 2015: Roger Vitrac: Victor oder Die Kinder an der Macht  – Regie: Nicolas Charaux  (Berliner Ensemble)
- 2017: Heinrich von Kleist: Prinz Friedrich von Homburg (Kurfürst) – Regie: Claus Peymann (Berliner Ensemble)
- 2017: Ödön von Horváth: Kasimir und Karoline – Regie: Enrico Lübbe (Schauspiel Leipzig)

## Hörspiele
- 1977: Inge Meyer: Der Spinner (Holger) – Regie: Barbara Plensat (Hörspielreihe Tatbestand – Rundfunk der DDR)
- 1977: Ulrich Waldner: Der Stadtführer (Dieter) – Regie: Joachim Gürtner (Hörspielreihe: Neumann, zweimal klingeln – Rundfunk der DDR)
- 1978: Brigitte Gotthardt: Jede Woche Hochzeitstag (Kollege) – Regie: Joachim Gürtner (Hörspielreihe: Neumann, zweimal klingeln – Rundfunk der DDR)
- 1978: Reinhard Griebner: Buch mit sieben Siegeln (Hotte) – Regie: Joachim Gürtner (Hörspielreihe: Neumann, zweimal klingeln – Rundfunk der DDR)
- 1978: Norbert Klein: Tante Leni (Dieter) – Regie: Joachim Gürtner (Hörspielreihe: Neumann, zweimal klingeln – Rundfunk der DDR)
- 1984: Katharina Rothärmel: Blindgänger (Heinrich) – Regie: Fritz Göhler (Hörspiel – Rundfunk der DDR)
- 1984: Yoshikichi Furui: Der heilige Mann (Ich) – Regie: Peter Groeger (Hörspiel – Rundfunk der DDR)
- 1984: Ludvig Holberg: Erasmus Montanus (Montanus) – Regie: Carlo M. Pedersen (Hörspiel – Rundfunk der DDR)
- 1985: Clemens Brentano: Das Mädchen aus dem Blumentopf (Prinz Poporz) – Regie: Norbert Speer (Kinderhörspiel – Rundfunk der DDR)
- 1986: Gabriele Bigott: Nun heul Ich doch (Frank) – Regie: Barbara Plensat (Hörspiel – Rundfunk der DDR)
- 1986: Walter Püschel: Weiße Schokolade (Yussuf) – Regie: Maritta Hübner (Kinderhörspiel – Rundfunk der DDR)
- 1989: Osvaldo Dragún: Ein verflixter Sonntag (José) – Regie: Beate Rosch  (Hörspiel – Rundfunk der DDR)
- 2004: Rolf Schneider: Die Affäre Leopold-Loeb – Regie: Christoph Dietrich (Kriminalhörspiel – RBB/MDR)

## Synchronisationen
- 1972: Ruslan und Ljudmila (UdSSR);  Rolle: Ratmir; Schauspieler:  Ruslan Achmetow
- 1979: Prinz und Abendstern (CSSR), Rolle: Windfang, Schauspieler: Oldřich Táborský
- 1984: Der Lehrling des Medicus (UdSSR), Rolle: Radomir, Schauspieler: Oleg Kasantschejew: